# NGC 14
NGC 14 è una galassia irregolare visibile nella costellazione di Pegaso.

## Osservazione
A causa della sua bassa luminosità superficiale è difficilmente visibile con piccoli telescopi amatoriali e per essere vista necessita di telescopi più potenti, da almeno 30 cm (12 inch). La si può trovare a circa 1 grado nord-ovest da γ Persei, tra γ Persei stessa e NGC 7814.

### Libri
- (EN) C. J. Lada, N. D. Kylafits, The Origin of Stars and Planetary Systems, Kluwer Academic Publishers, 1999, ISBN 0-7923-5909-7.
- A. De Blasi, Le stelle: nascita, evoluzione e morte, Bologna, CLUEB, 2002, ISBN 88-491-1832-5.

### Carte celesti
- Tirion, Rappaport, Lovi, Uranometria 2000.0 - Volume I & II, Richmond, Virginia, USA, Willmann-Bell, inc., 1987, ISBN 0-943396-15-8.
- Tirion, Sinnott, Sky Atlas 2000.0 - Second Edition, Cambridge, USA, Cambridge University Press, 1998, ISBN 0-933346-90-5.
- Tirion, The Cambridge Star Atlas 2000.0, 3ª ed., Cambridge, USA, Cambridge University Press, 2001, ISBN 0-521-80084-6.